# Germéfontaine
Germéfontaine település Franciaországban, Doubs megyében. Lakosainak száma 117 fő (2022. január 1.). Germéfontaine Landresse, La Sommette, Pierrefontaine-les-Varans, Villers-Chief, Villers-la-Combe, Domprel és Laviron községekkel határos.

## Népesség
A település népességének változása:
| Lakosok száma | 161  | 139  | 111  | 113  | 133  | 135  | 122  | 115  | 114  | 117  |
|               | 1968 | 1982 | 1990 | 2006 | 2013 | 2015 | 2017 | 2019 | 2020 | 2022 |